# Antonio Vázquez
Antonio Vázquez Megido (* 26. Januar 1961 in Levinco, Asturien) ist ein spanischer Bogenschütze, der von 1980 bis 1996 insgesamt viermal an Olympischen Spielen teilnahm.
Der 1,88 Meter große Vázquez erreichte bei den Olympischen Spielen 1980 in Moskau, 1988 in Seoul und 1992 in Barcelona im Einzelwettbewerb jeweils nicht die Runde der letzten 16 Teilnehmer, 1996 in Atlanta erzielte er mit Platz 60 das schlechteste Ergebnis seiner Karriere. Mit der spanischen Mannschaft erreichte er 1988 in Seoul ebenfalls nicht die Runde der letzten 16 Mannschaften. 1992 in Barcelona gingen zum einzigen Mal seit 1920 in einer Mannschaftsdisziplin des Bogenschießens alle Medaillen nach Europa. Im Finale konnten die Spanier mit Juan Holgado, Alfonso Menéndez und Antonio Vázquez die Finnen besiegen und gewannen Gold vor heimischem Publikum.